# 200 metri (film)
200 metri (200 ʾamtār) è un film del 2020 scritto e diretto da Ameen Nayfeh, al suo esordio alla regia di un lungometraggio.
Girato a Tulkarem nel 2019, il film è stato scelto come rappresentante della Giordania nella corsa all'Oscar al miglior film internazionale 2021, senza però venire candidato.

## Trama
I coniugi palestinesi Mustafa e Salwa vivono distanti appena 200 metri, ma divisi dalla barriera di separazione israeliana. La situazione incide su un matrimonio altrimenti felice, ma, dal canto suo, quando cala la notte, Mustafa si ricorda di accendere un lume sul balcone di casa sua per augurare la buonanotte ai figli che stanno dall'altra parte e che, a loro volta, rispondono al segnale. Un giorno, però, l'uomo riceve una telefonata: suo figlio ha avuto un incidente. Precipitatosi al checkpoint, gli viene negato l'accesso. Disperato, Mustafa chiede aiuto a un contrabbandiere per oltrepassare il muro: quei 200 metri si trasformeranno in un'odissea di 200 chilometri, alla quale si uniscono altre persone determinate a fare altrettanto.

## Distribuzione
Il film è stato presentato in anteprima il 3 settembre 2020 alle Giornate degli autori della 77ª Mostra internazionale d'arte cinematografica di Venezia, venendo distribuito nelle sale cinematografiche italiane da I Wonder Pictures a partire dal 28 ottobre dell'anno seguente.

## Riconoscimenti
- 2020 - Mostra internazionale d'arte cinematografica di Venezia[3]
  - Premio del pubblico Banca Nazionale del Lavoro (Gruppo BNP Paribas) (Giornate degli Autori)